# Liste der Kulturgüter in Thalheim AG
Die Liste der Kulturgüter in Thalheim enthält alle Objekte in der Gemeinde Thalheim im Kanton Aargau, die gemäss der Haager Konvention zum Schutz von Kulturgut bei bewaffneten Konflikten, dem Bundesgesetz vom 20. Juni 2014 über den Schutz der Kulturgüter bei bewaffneten Konflikten sowie der Verordnung vom 29. Oktober 2014 über den Schutz der Kulturgüter bei bewaffneten Konflikten unter Schutz stehen.
Objekte der Kategorien A und B sind vollständig in der Liste enthalten, Objekte der Kategorie C fehlen zurzeit (Stand: 1. Januar 2023).

## Kulturgüter
| Foto | | Objekt                                                                             | Kat. | Typ | Standort                            | Beschreibung |
| ---- | --- | ---------------------------------------------------------------------------------- | ---- | --- | ----------------------------------- | ------------ |
| ja   | Datei hochladen · Wikidata zu Ruine Schenkenberg (Q382126)                                                     | Ruine Schenkenberg KGS-Nr.: 00262                                                  | A    | F/G | Schenkenberg 649944 / 254783        |              |
| BW   | Datei hochladen · Wikidata zu Schlossscheune Schenkenberg (Q29580879)                                          | Schlossscheune Schenkenberg KGS-Nr.: 15828                                         | B    | G   | Schenkenberg 144a–e 649963 / 255065 |              |
| BW   | Datei hochladen · Wikidata zu Ehemalige Pfarrscheune (Q29580872)                                               | Ehemalige Pfarrscheune KGS-Nr.: 15829                                              | B    | G   | Oberdorf 52 649810 / 254060         |              |
| ja   | Datei hochladen · Wikidata zu Evangelisch-reformiertes Pfarrhaus (Q29580876)                                   | Evangelisch-reformiertes Pfarrhaus KGS-Nr.: 15830                                  | B    | G   | Oberdorf 51 649823 / 254033         |              |
| ja   | Datei hochladen · Wikidata zu Evangelisch-reformierte Pfarrkirche (Q1742735)                                   | Evangelisch-reformierte Pfarrkirche KGS-Nr.: 15831                                 | B    | G   | Kirchgasse 19.1 649905 / 253920     |              |
| BW   | Datei hochladen · Wikidata zu Neuzeitliche Hochwacht mit Wachhaus, Sodbrunnen und Umfassungsmauer (Q106089256) | Neuzeitliche Hochwacht mit Wachhaus, Sodbrunnen und Umfassungsmauer KGS-Nr.: 15832 | B    | F   | Homberg Höhe 649400 / 256545        |              |